# ناتالی ۴۴۸
سیارک ۴۴۸ (به انگلیسی: 448 Natalie، نامگذاری:1899ET) چهارصد و چهل و هشتمین سیارک کشف شده‌است که در ۲۷ اکتبر ۱۸۹۹ و در هایدلبرگ کشف شد.
قدر مطلق سیارک برابر ۱۰٫۳۰ است.